# La Neuville-Chant-d’Oisel
La Neuville-Chant-d’Oisel ist eine französische Gemeinde im Département Seine-Maritime in der Region Normandie. Die Gemeinde befindet sich im Arrondissement Rouen, ist Teil des Kantons Boos. Die Gesamtbevölkerung betrug zum 1. Januar 2022 2.376 Einwohner, die sich Amfrevillais(es) genannt.

## Geographie
La Neuville-Chant-d’Oisel liegt etwa 13 Kilometer südöstlich von Rouen. Umgeben wird La Neuville-Chant-d’Oisel von den Nachbargemeinden Montmain im Norden, Mesnil-Raoul im Norden und Nordosten, Bourg-Beaudouin im Nordosten, Radepont im Südosten, Douville-sur-Andelle im Südosten, Romilly-sur-Andelle im Süden, Pîtres im Süden und Südwesten sowie Boos im Westen und Nordwesten. 
Durch die Gemeinde führt die frühere Route nationale 14 (heutige D6014).

## Bevölkerungsentwicklung
| Bevölkerungsentwicklung | Bevölkerungsentwicklung | Bevölkerungsentwicklung | Bevölkerungsentwicklung | Bevölkerungsentwicklung | Bevölkerungsentwicklung | Bevölkerungsentwicklung | Bevölkerungsentwicklung | Bevölkerungsentwicklung |
| ----------------------- | ----------------------- | ----------------------- | ----------------------- | ----------------------- | ----------------------- | ----------------------- | ----------------------- | ----------------------- |
| Jahr                    | 1962                    | 1968                    | 1975                    | 1982                    | 1990                    | 1999                    | 2006                    | 2012                    |
| Einwohner               | 856                     | 896                     | 1048                    | 1362                    | 1691                    | 1751                    | 1857                    | 2228                    |

## Sehenswürdigkeiten

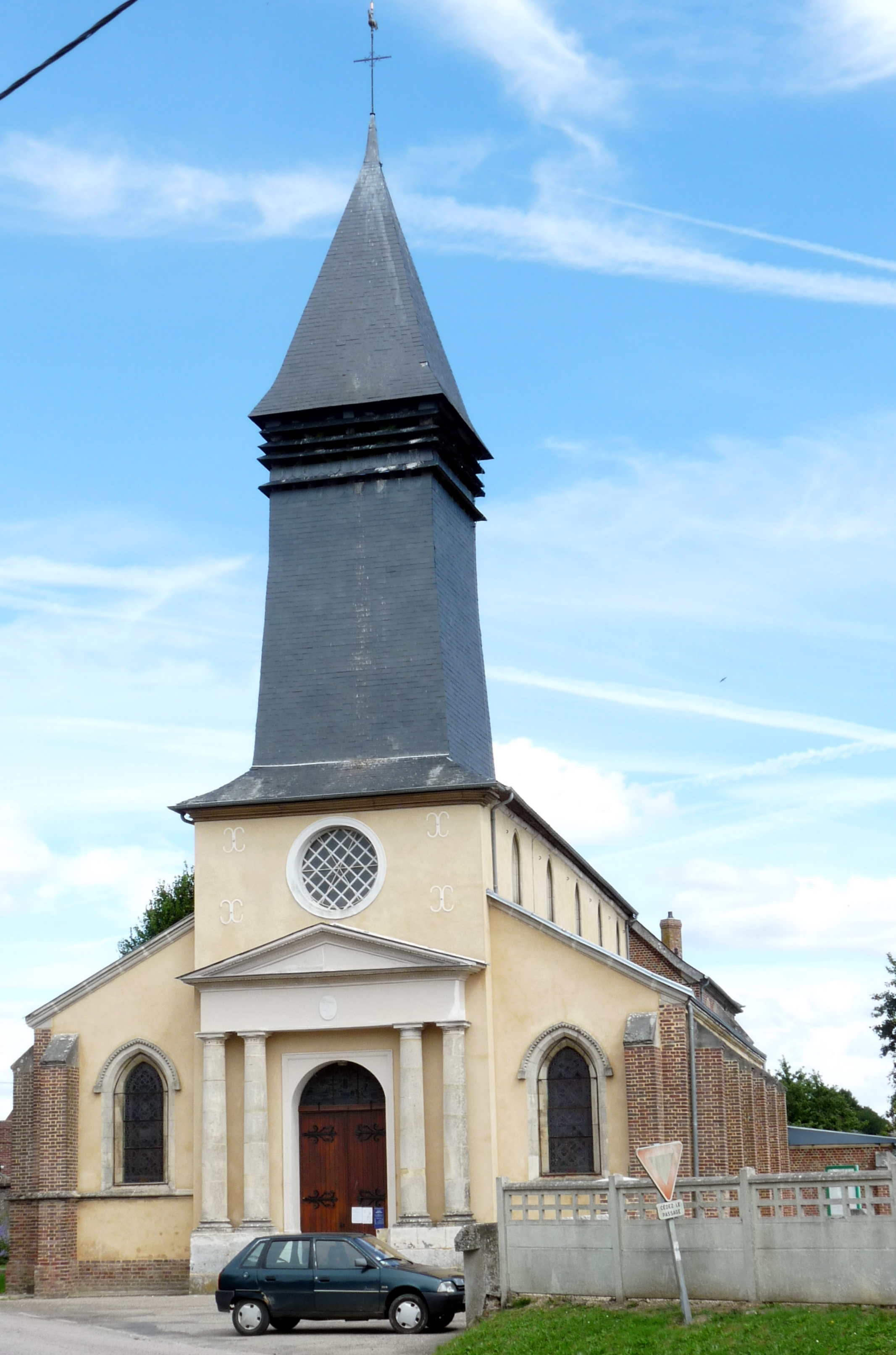
Kirche Notre-Dame

- Kirche Notre-Dame, seit 1926 Monument historique
- frühere Kirche Saint-Austin aus dem 13. Jahrhundert
- Reste der Domäne Enguerrand de Marigny
- Schloss Anquetil
- Schloss Le Chant-d’Oisel

## Persönlichkeiten
- Jacques Anquetil (1934–1987), Radrennfahrer, lebte in der Gemeinde
- Enguerrand de Marigny (um 1260–1315), Schatzkanzler